# Simone Talenti
Simone di Francesco Talenti (Firenze, 1340 (?) – 1381 (?)) è stato uno scultore e architetto italiano; fu il figlio di Francesco Talenti con il quale lavorò.

## Biografia
Simone Talenti è intervenuto nella chiesa di Orsanmichele progettando la trasformazione delle semplici arcate del pianterreno dell'edificio in finestre a seguito del suo cambio di destinazione d'uso, da loggia del grano a chiesa.
A lui è dovuta anche la costruzione, a Firenze, della Loggia dei Lanzi su Piazza della Signoria insieme a Benci di Cione Dami e Taddeo di Ristoro, tutti allievi di Orcagna. In particolare Simone disegnò il pilastro e il capitello nel 1377 e realizzò anche alcune sculture ornamentali nel 1380.